# Elle Kari Bergenrud
Elle Kari Bergenrud, född 13 mars 1994 i Andrarums församling i Kristianstads län, är en svensk skådespelare och sångare.
Elle Kari Bergenrud är utbildad vid Teaterhögskolan i Malmö mellan 2018 och 2021 där hon gick det konstnärliga kandidatprogrammet. Hon har medverkat i flertal teateruppsättningar såsom Yerma på Dramaten år 2024 och Gasljus på Malmö Stadsteater 2022. Hon har även medverkat i flera kortfilmer såsom Reckless där hon spelade en av huvudrollerna. Hon axlar även huvudrollen, som Lisa, i filmen Handbok för superhjältar.

## Filmografi (i urval)
- 2018 – Fia med Knuff
- 2021 – Reckless
- 2025 – Handbok för superhjältar

## Teater

### Roller (ej komplett)
| År   | Roll                        | Produktion                      | Regi           | Teater   |
| ---- | --------------------------- | ------------------------------- | -------------- | -------- |
| 2025 | Fru Perlier (ekorre) Mackie | Jefferson Jean-Claude Mourlevat | Olle Törnqvist | Dramaten |